# Gesellschaft für Aktuelle Kunst
Die GAK Gesellschaft für Aktuelle Kunst ist ein 1980 gegründeter Kunstverein in Bremen. Die GAK präsentiert in wechselnden Ausstellungen internationale zeitgenössische Kunst. Die GAK Gesellschaft für Aktuelle Kunst ist Mitglied der Arbeitsgemeinschaft Deutscher Kunstvereine.

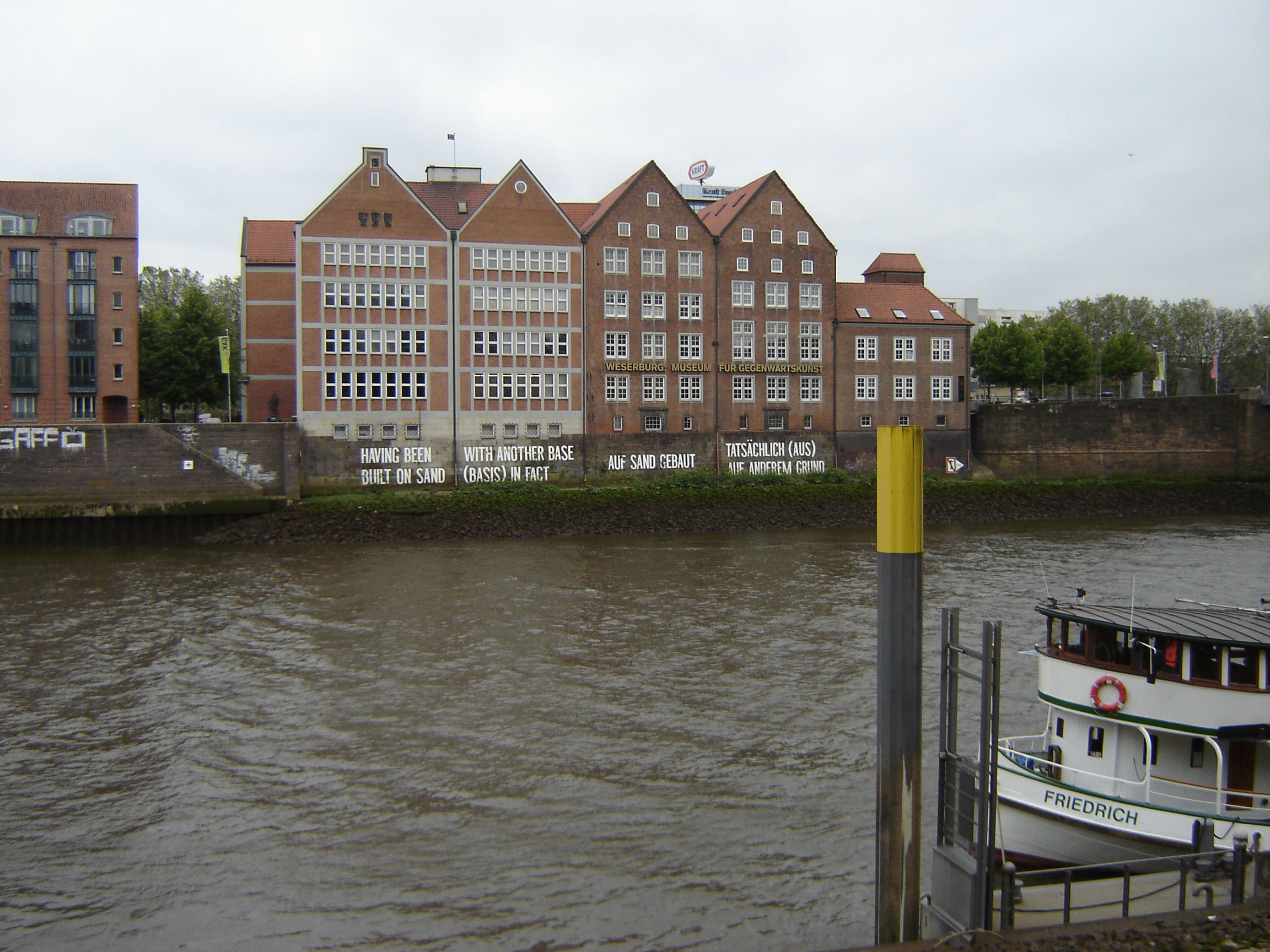
Außenansicht der GAK in Bremen an der Weser, im Juni 2010

## Geschichte
Die GAK wurde am 30. Juli 1980 in der Rechtsform eines eingetragenen Vereins zur Stärkung der zeitgenössischen Kunst in Bremen auf Initiative von Jürgen Waller, Künstler und Hochschullehrer, gegründet. Zu den Gründungsmitgliedern gehörten der Antiquar Udo Seinsoth, die Künstler Bernd Altenstein, Jub Mönster, Günther Roeder, Margret Storck, Otto Völker und Rolf-Andreas Wienbeck sowie der Architekt Luc Lepère (1942–1997). Geleitet wurde die GAK bislang von Knut Nievers, Dorothée Bauerle, Barbara Claassen-Schmal, Eva Schmidt (1993–2003), Gabriele Mackert (2004–2007) und Janneke de Vries (2008–2018) Regina Barunke (2019–2020); aktuell ist die künstlerische Leitung Annette Hans.
Seit 1981 folgten mehr als 200 Einzel- und Gruppenausstellungen unterschiedlicher Künstler und Künstlerinnen. Zu den ersten von der GAK gezeigten Objekten zählten Edward Kienholz’ Roxys (Januar bis März 1982) und Wolf Vostells Garten der Lüste (Mai 1982). Beide Ausstellungen sorgten für Furore und initiierten um die Gründung eines Sammlermuseums anhaltende Diskussionen, die schließlich 1988 das Neue Museum Weserburg Bremen hervorbrachten.

## Standort
Seit ihrer Eröffnungsausstellung im Februar 1981 mit der spanischen Künstlergruppe Equipo Chrónica befindet sich die Gesellschaft für Aktuelle Kunst auf dem Teerhof in einem Gebäude, das den Namen Weserburg trägt und in dem ursprünglich eine Kaffeerösterei betrieben wurde. Die Ausstellungsräume umfassen 450 m². In der Zeit vom Sommer 1989 bis zum Sommer 1991 wurde das gesamte Gebäude für das Neue Museum Weserburg umgebaut. Beide Institutionen haben eine gemeinsame, an der Weser gelegene Häuserfront, die nach Nordosten ausgerichtet ist. Auf der Kaimauer hat der Künstler Lawrence Weiner folgenden Satz angebracht:
HAVING BEEN BUILT ON SAND
WITH ANOTHER BASE (BASIS) IN FACT
AUF SAND GEBAUT
TATSÄCHLICH (AUS) AUF ANDEREM GRUND
Im Eingangsbereich der Weserburg – von der Bürgermeister-Smidt-Brücke – stehen zwei Objekte des Künstlers Ulrich Rückriem.
In den Jahren 2012 und 2013 gab es das Vorhaben für einen Neubau der Weserburg Museum für moderne Kunst in der Überseestadt. Diese geplante Verlagerung stellte die Zukunft des gesamten Kunststandortes Teerhof zur Disposition. Die GAK setzte sich gemeinsam mit dem Forschungsverbund Künstlerpublikationen der Weserburg und zahlreichen Bremer Bürgern für einen Erhalt des Standortes ein. Deswegen initiierte der Kunstverein zwischen Januar und Juli 2013 die vierteilige Gesprächsreihe Wie Kunst Stadt entwickelt. An den Gesprächen nahmen u. a.  Kuratoren, Künstler und Stadtplaner teil.
Der Investor des Museumsneubaus zog infolge der veränderten Atmosphäre in der öffentlichen Meinung schließlich sein Vorhaben zurück. Gegenwärtig wird eine mögliche Sanierung des Weserburggebäudes und ein damit verbundenen Umzug des Museums in die Wallanlagen geprüft. Die Zukunft des Forschungsverbundes für Künstlerpublikationen sowie der GAK bleiben weiterhin unsicher.

## Programmatik
Die wechselnden Ausstellungen internationaler zeitgenössischer Kunst werden begleitet von Veranstaltungen wie Vorträge, Filmprogramme, Führungen, Lesungen oder Konzerte. Sie dienen der Vertiefung der jeweiligen Ausstellungen.
Die GAK definiert sich als Verbindungsglied zwischen Akademie und Museum. In wechselnden Gruppen- und Einzelausstellungen präsentiert die Gesellschaft für Aktuelle Kunst internationale künstlerische Positionen zu einem Zeitpunkt, der weit vor deren Etablierung im Kunstbetrieb liegen kann. Die GAK ist somit ein Labor für aktuelle Tendenzen und Strömungen in der zeitgenössischen Kunst – sie bietet hierfür ein Diskussionsforum. Als ein Raum für Experimente wagt sich die GAK auf Felder des noch Unbekannten, Ungesicherten und Neuen. Aus einer solchen Tendenz zur Avantgarde entstehen eine Vielzahl der Kunstwerke in einer direkten Auseinandersetzung mit der örtlichen Situation der GAK.

## Auszeichnungen
- 2001:  Adam-Elsheimer-Preis der Kunstmesse art Frankfurt – Auszeichnung als bester Kunstverein im deutschsprachigen Raum
- 2012: Besondere Würdigung der Jury des „Preises für Kunstvereine“ von ADKV und Art Cologne
- 2012: „The Walters Prize 2012“ für Kate Newbys Ausstellung „Crawl Out Your Window“
- 2013: Nominierung zum „Preis für Kunstvereine“ von ADKV und Art Cologne.
- 2023: Erneute Nominierung zum „Preis für Kunstvereine“ von ADKV und Art Cologne

## Ausstellungen (Auswahl)
- 1982: Edward Kienholz, Roxy’s und andere Arbeiten aus der Sammlung Onnasch.
- 1983: Wohnsitz Nirgendwo. Eine dokumentarische Ausstellung über Nicht-Seßhafte.
- 1985: Christina Kubisch, Klanginstallationen.
- 1986: Norbert Prangenberg.
- 1887: Urs Lüthi, Fata Morgana.
- 1988: Terry Fox, Ultima Multis.
- 1991: Gruppenausstellung, Kunst, Europa: Ungarn.
- 1992: Peter Greenaway, Prospero’s Books.
- 1993: Rémy Zaugg, Draußen.
- 1994: Piotr Nathan, Ausschnitte – Cuttings.
- 1995: Öyvind Fahlström, Variable Strukturen.
- 1997: Peter Kogler.
- 1998: Tracey Emin, I Need Art Like I Need God.
- 2000: Tal R und Daniel Richter, Für immer.
- 2002: Yuri Leiderman, Die Achselhöhlen der Entenflügel.
- 2004: Dierk Schmidt, Geiseln.
- 2005: Alice Creischer, Apparat zum osmotischen Druckausgleich von Reichtum bei der Betrachtung von Armut.
- 2007: Ulf Aminde, Strasse ist Strasse und keine Konzeptkunst.
- 2011: Cathy Wilkes.
- 2011: Christian Haake, White Elephant
- 2012: Vlassis Caniaris.
- 2014: Peles Empire, Ever Build
- 2014: Nina Hofmann, Ich brauche wenig Wirklichkeit.
- 2017: Sibylle Springer, Gift.
- 2019: Straub/Huillet/Cézanne. One Doesn’t Paint Souls
- 2020: Kristina Buch, You can’t walk unless the word runs.
- 2022: Alexandra Leykauf und Dominik Styk, What We Do in the Shadows
- 2023: Jala Wahid, I Love Ancient Baby